# Cormoranche-sur-Saône
Cormoranche-sur-Saône est une commune française, située dans le département de l'Ain en région Auvergne-Rhône-Alpes. Le territoire, bordé par la Saône, accueille la base de loisirs du lac de Cormoranche.
Les habitants sont les Cormoranchois et les Cormoranchoises.

## Géographie

### Localisation
Cormoranche-sur-Saône est située dans la région naturelle de la Bresse près de la région de la Dombes. À la frontière entre l'Ain et la Saône-et-Loire formée par la Saône, la commune est localisée au sud-ouest du canton de Vonnas, dans l'arrondissement de Bourg-en-Bresse du département de l'Ain.
Elle se situe à 9 km à au sud-est de Mâcon, à 37 km à l'ouest de Bourg-en-Bresse, à 65 km au nord de Lyon et à 408 km au sud de Paris.
La population est dispersée dans plusieurs hameaux qui sont très proches les uns des autres. Seul Arciat, hameau situé près des bords de Saône est isolé des autres. Le Luisant, Cornet, Chapelan, la Roseraie, Noaillat et les Jaillets font partie de ses hameaux qui sont situés en périphérie du bourg.

### Communes limitrophes
| Varennes-lès-Mâcon (Saône-et-Loire) |                       | Grièges                |
|                                     | Cormoranche-sur-Saône | Cruzilles-lès-Mépillat |
| Crêches-sur-Saône (Saône-et-Loire)  | Garnerans             | Bey                    |

### Points extrêmes
- Nord : Île Damprun, 46° 15′ 56″ N, 4° 49′ 00″ E
- Est : Les Grandes Terres, 46° 14′ 01″ N, 4° 51′ 36″ E
- Sud : Les Rollières, 46° 13′ 34″ N, 4° 49′ 53″ E
- Ouest : Confluence de la Saône et de l'Avanon, 46° 13′ 47″ N, 4° 48′ 04″ E

### Hydrographie

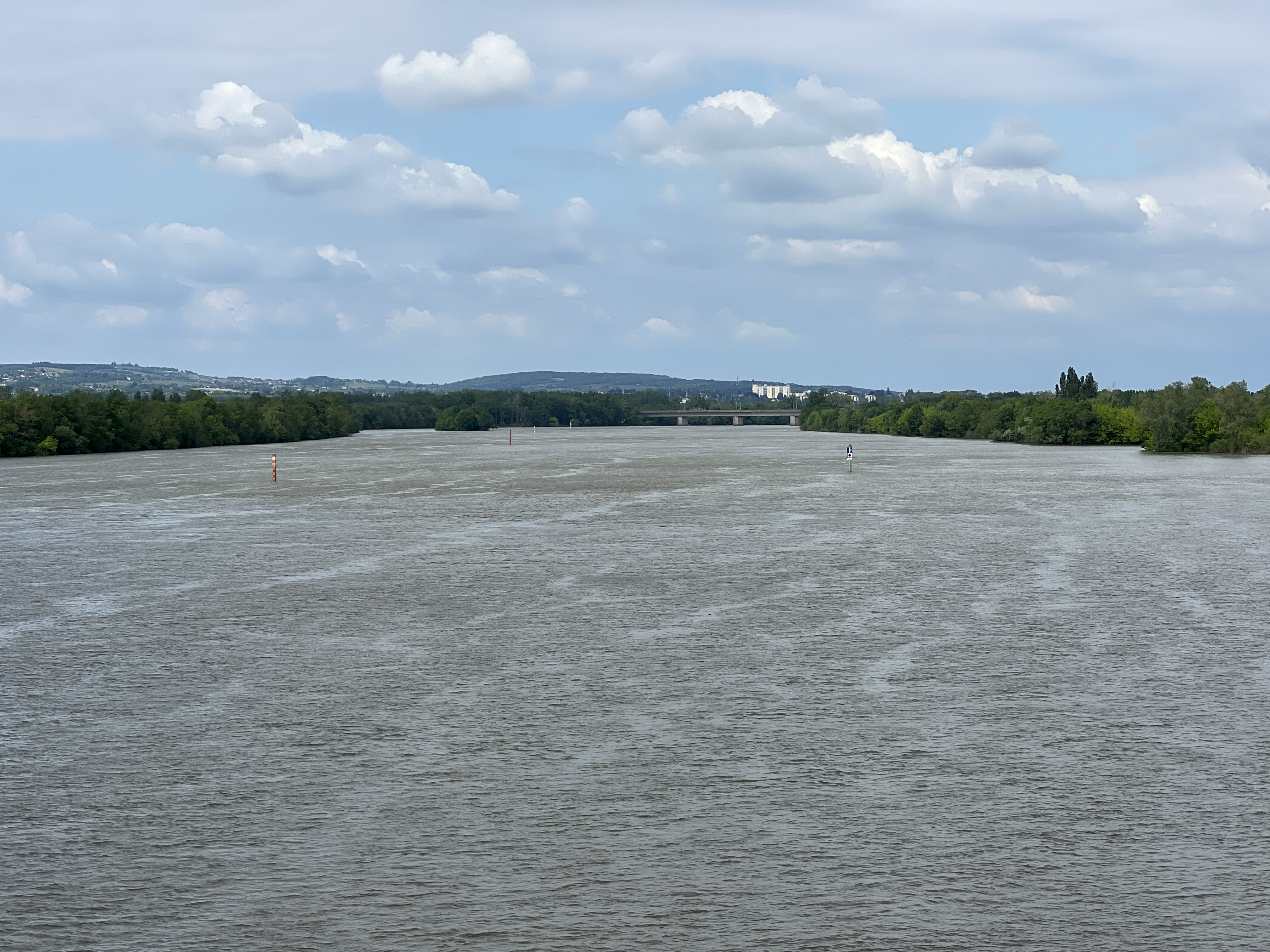
La Saône près du pont d'Arciat.

À l'ouest de la commune, la Saône fait office de frontière avec le département de Saône-et-Loire. En amont de la rivière, Cormoranche se partage l'île Damprun avec Grièges.
La Saône n'est pas le seul cours d'eau de Cormoranche. L'Avanon qui se jette dans la Saône forme une frontière entre le village et Garnerans. Au nord de ce ruisseau, le Creusençon se jette lui dans la même rivière.
En plus des cours d'eau, on y trouve deux plans d'eau. Le lac de Cormoranche, intégrée à une base de loisirs prisée des touristes, est séparée en deux par une digue. La plus petite partie, celle située au sud, est réservée aux baigneurs tandis que celle du nord est réservée aux pêcheurs, aux pédalos et aux sportifs pratiquant la voile. Près de ce lac, au lieu-dit la Mouille, un plan d'eau, reliée à la Saône, se situe près d'une carrière.

### Climat
Pour des articles plus généraux, voir Climat d'Auvergne-Rhône-Alpes et Climat de l'Ain.
En 2010, le climat de la commune est de type climat océanique dégradé des plaines du Centre et du Nord, selon une étude du CNRS s'appuyant sur une série de données couvrant la période 1971-2000. En 2020, Météo-France publie une typologie des climats de la France métropolitaine dans laquelle la commune est dans une zone de transition entre le climat semi-continental et le climat de montagne et est dans la région climatique Bourgogne, vallée de la Saône, caractérisée par un bon ensoleillement (1 900 h/an), un été chaud (18,5 °C), un air sec au printemps et en été et des vents faibles.
Pour la période 1971-2000, la température annuelle moyenne est de 11,5 °C, avec une amplitude thermique annuelle de 17,9 °C. Le cumul annuel moyen de précipitations est de 892 mm, avec 10,1 jours de précipitations en janvier et 7,2 jours en juillet. Pour la période 1991-2020, la température moyenne annuelle observée sur la station météorologique de Météo-France la plus proche, « Mâcon », sur la commune de Charnay-lès-Mâcon à 8 km à vol d'oiseau, est de 12,3 °C et le cumul annuel moyen de précipitations est de 833,7 mm,. Pour l'avenir, les paramètres climatiques de la commune estimés pour 2050 selon différents scénarios d'émission de gaz à effet de serre sont consultables sur un site dédié publié par Météo-France en novembre 2022.

### Voies de communication et transports

Axes de communication.

#### Réseau routier

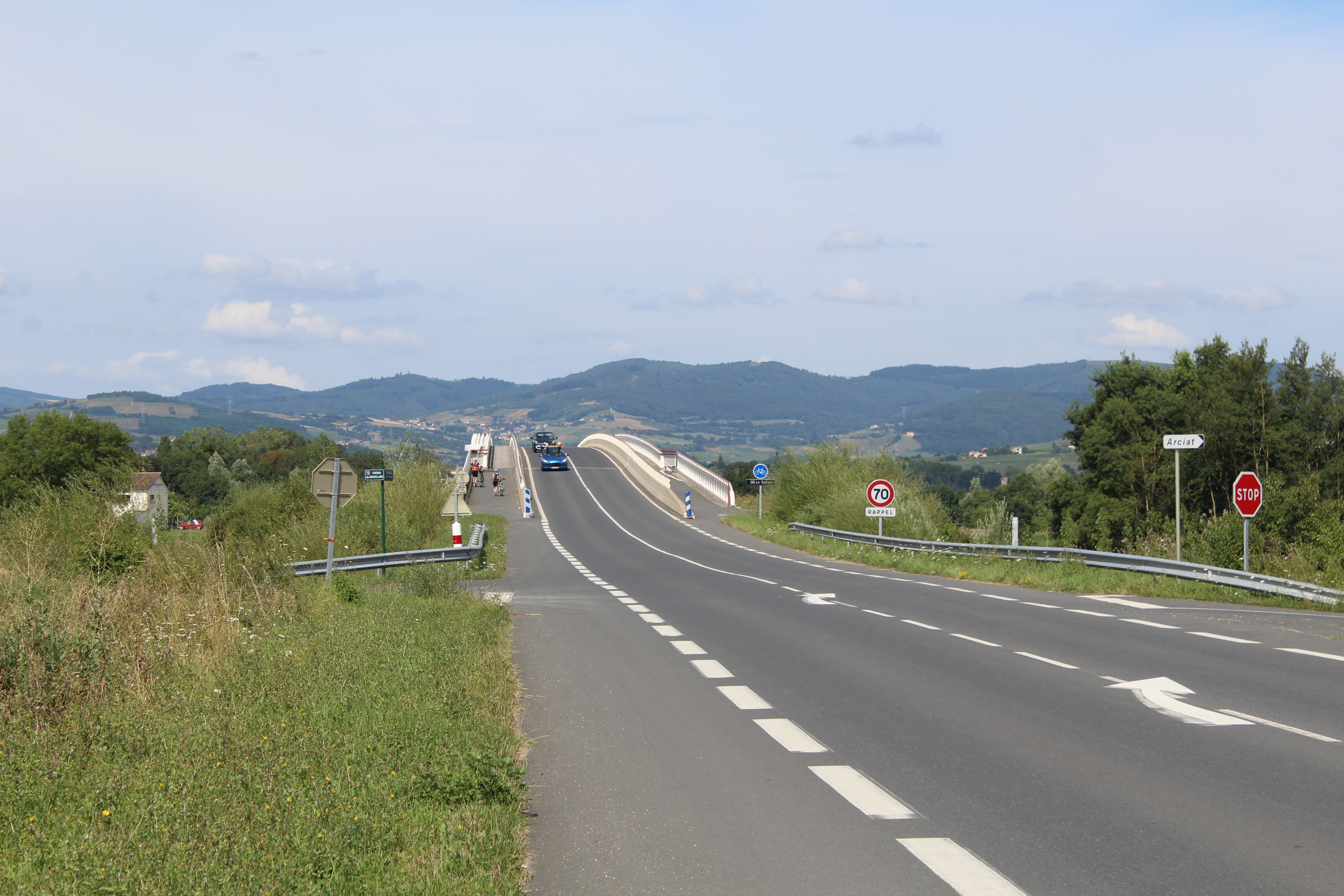
Route D 51^{A} avec le pont d'Arciat.

- La route départementale D 933 traverse l'est de Cormoranche. Elle permet de rejoindre Laiz et Pont-de-Veyle par le nord et Thoissey et Garnerans par le sud.
- La route départementale D 51 est l'axe de communication principal de la commune puisqu'il traverse le bourg. Au nord, les automobilistes peuvent se diriger vers Mâcon et Saint-Laurent-sur-Saône. Au sud, la voie se termine au carrefour giratoire de la route D 933, au lieu-dit les Jaillets.
- La route départementale D 51A relie Cormoranche à la Saône-et-Loire, c'est par cette route que passe le pont d'Arciat.
- La route départementale D 51B traverse une petite partie de la commune à au nord et permet de rejoindre Grièges ainsi que Pont-de-Veyle.
- La route départementale D 96 débute au bourg près de l'église. Elle continue en direction du sud-ouest et se dirige vers Cruzilles-lès-Mépillat. La route D 933 sépare cette route en deux tronçons distants de 500 mètres.
- La route départementale D 96B débute au carrefour giratoire où terminait la route D 51. Elle permet de rejoindre la commune voisine de Bey.

Aucune autoroute ne traverse la commune bien qu'il en existe trois à proximité.
- L'autoroute A40 (Mâcon - Genève), portion de la Route Centre-Europe Atlantique Bordeaux/Nantes - Annemasse, est un axe de communication permet de rejoindre la préfecture de l'Ain ainsi que les villes du Bugey.
- L'autoroute A6 est une autoroute passant à moins de 3 kilomètres du bourg reliant Paris à Lyon. Elle est accessible depuis la gare de péage de Mâcon-Sud.
- L'autoroute A406 est une autoroute reliant l'A40 et l'A6. Elle permet aux automobilistes de la commune de gagner du temps pour rejoindre l'A40 en empruntant la gare de péage de Crottet.

#### Voies ferroviaires

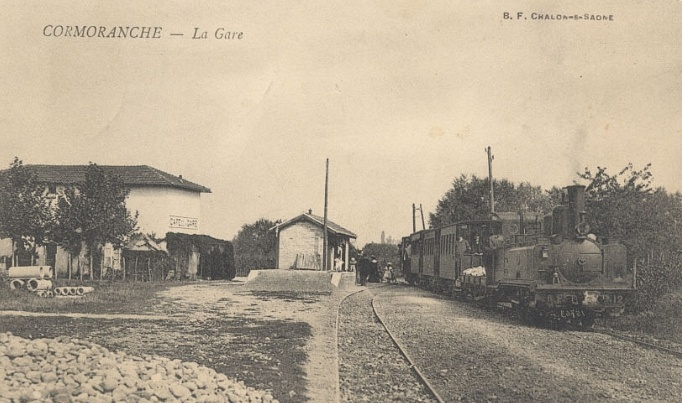
La gare.

Au début du XXe siècle, avec l'exploitation du réseau des tramways de l'Ain, la commune était traversée par la ligne de Trévoux à Saint-Trivier-de-Courtes longue de 81 km. Elle longeait la ligne PLM et desservait la gare de la commune. Avant 1940, ce réseau ferroviaire ferma et fut remplacé par un service de transport par cars.
Aujourd'hui, on ne trouve plus qu'une voie ferrée traversant Cormoranche. La ligne à grande vitesse Paris - Lyon - Marseille traverse le nord-ouest de la commune avant de se diriger vers Grièges puis la retraverse une deuxième fois dans le sud-est. La gare de Mâcon-Loché-TGV, au sud-ouest de Mâcon, est desservie par quelques TGV Paris - Marseille et Paris - Genève.
Cependant, la commune ne profite pas que de cette ligne ferroviaire. La ligne de Mâcon à Ambérieu, desservie par les TER de la région Rhône-Alpes. Une gare pour les TER Rhône-Alpes est située à proximité : la gare de Pont-de-Veyle installée à Crottet. De plus, la ligne traditionnelle Paris - Marseille via Dijon passe à Mâcon. La gare de Mâcon-Ville, est desservie par des TER Dijon - Mâcon - Lyon et quelques TGV reliant le nord-est de la France à la Méditerranée.

#### Transport fluvial
La Saône, qui marque la frontière ouest du département de l'Ain, est navigable à grand gabarit européen depuis Verdun-sur-le-Doubs jusqu'à Lyon. Elle constitue un axe de transport fluvial important entre l'est et la Méditerranée. Mâcon possède un port fluvial. La Saône est aussi appréciée pour le tourisme fluvial.

#### Transport aérien
- La chambre de commerce et d'industrie de Saône-et-Loire gère un petit aéroport à Charnay, au sud-ouest de Mâcon.
- Les habitants de la commune doivent se rendre à l'aéroport de Lyon-Saint-Exupéry distant de 95 kilomètres ou bien à l'aéroport de Genève distant de 160 kilomètres pour effectuer des vols vers l'international.

#### Transports en commun

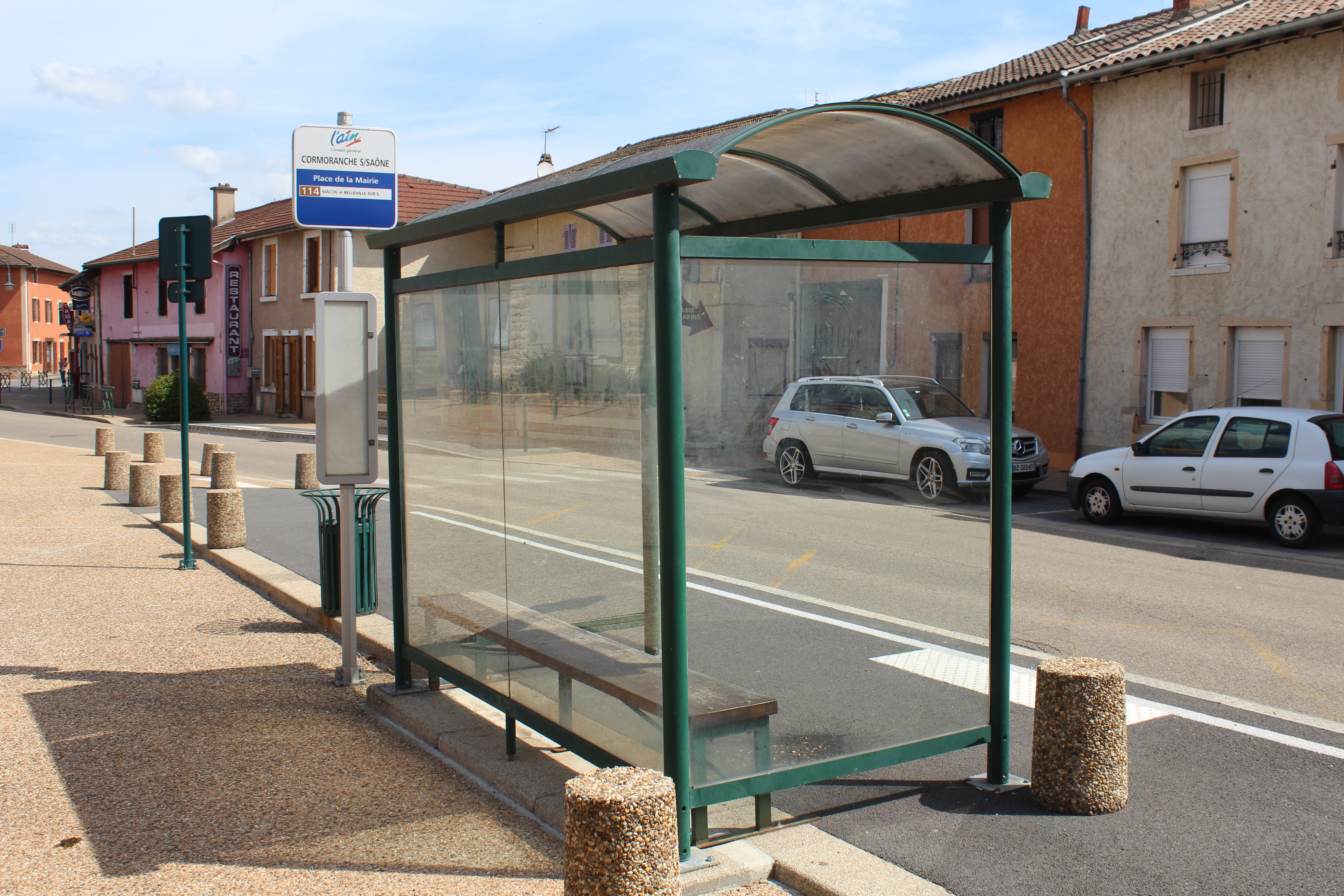
Arrêt sur la place de la Mairie.

La commune est reliée au réseau départemental des bus car.ain.fr. Deux arrêts y sont installés et sont desservis par la ligne 114 (Sens Belleville - Mâcon et sens Mâcon - Belleville). Un arrêt est près de la mairie (Arrêt Place de la mairie) et l'autre est situé le long de la route départementale RD 933 (Arrêt RD 933 - Les Jaillets).

## Urbanisme

### Typologie
Au 1er janvier 2024, Cormoranche-sur-Saône est catégorisée commune rurale à habitat dispersé, selon la nouvelle grille communale de densité à 7 niveaux définie par l'Insee en 2022.
Elle est située hors unité urbaine. Par ailleurs la commune fait partie de l'aire d'attraction de Mâcon, dont elle est une commune de la couronne,. Cette aire, qui regroupe 105 communes, est catégorisée dans les aires de 50 000 à moins de 200 000 habitants,.

### Occupation des sols
L'occupation des sols de la commune, telle qu'elle ressort de la base de données européenne d’occupation biophysique des sols Corine Land Cover (CLC), est marquée par l'importance des territoires agricoles (51 % en 2018), en diminution par rapport à 1990 (70,7 %). La répartition détaillée en 2018 est la suivante : 
prairies (28,6 %), forêts (21,4 %), zones agricoles hétérogènes (13,7 %), eaux continentales (13,7 %), zones urbanisées (11,4 %), terres arables (8,8 %), milieux à végétation arbustive et/ou herbacée (2,5 %).
L'évolution de l’occupation des sols de la commune et de ses infrastructures peut être observée sur les différentes représentations cartographiques du territoire : la carte de Cassini (XVIIIe siècle), la carte d'état-major (1820-1866) et les cartes ou photos aériennes de l'IGN pour la période actuelle (1950 à aujourd'hui).

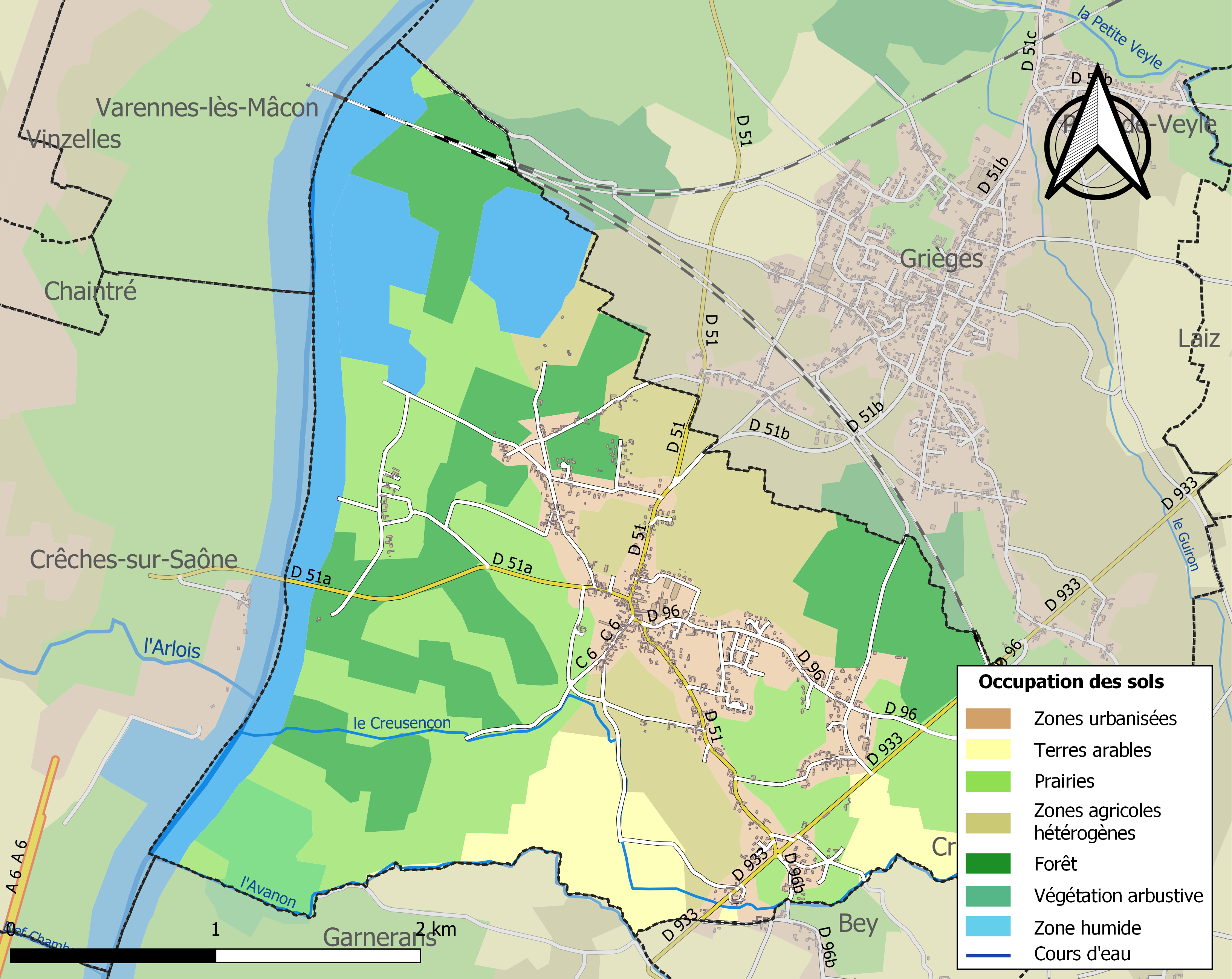
Carte des infrastructures et de l'occupation des sols de la commune en 2018 (CLC).

## Toponymie

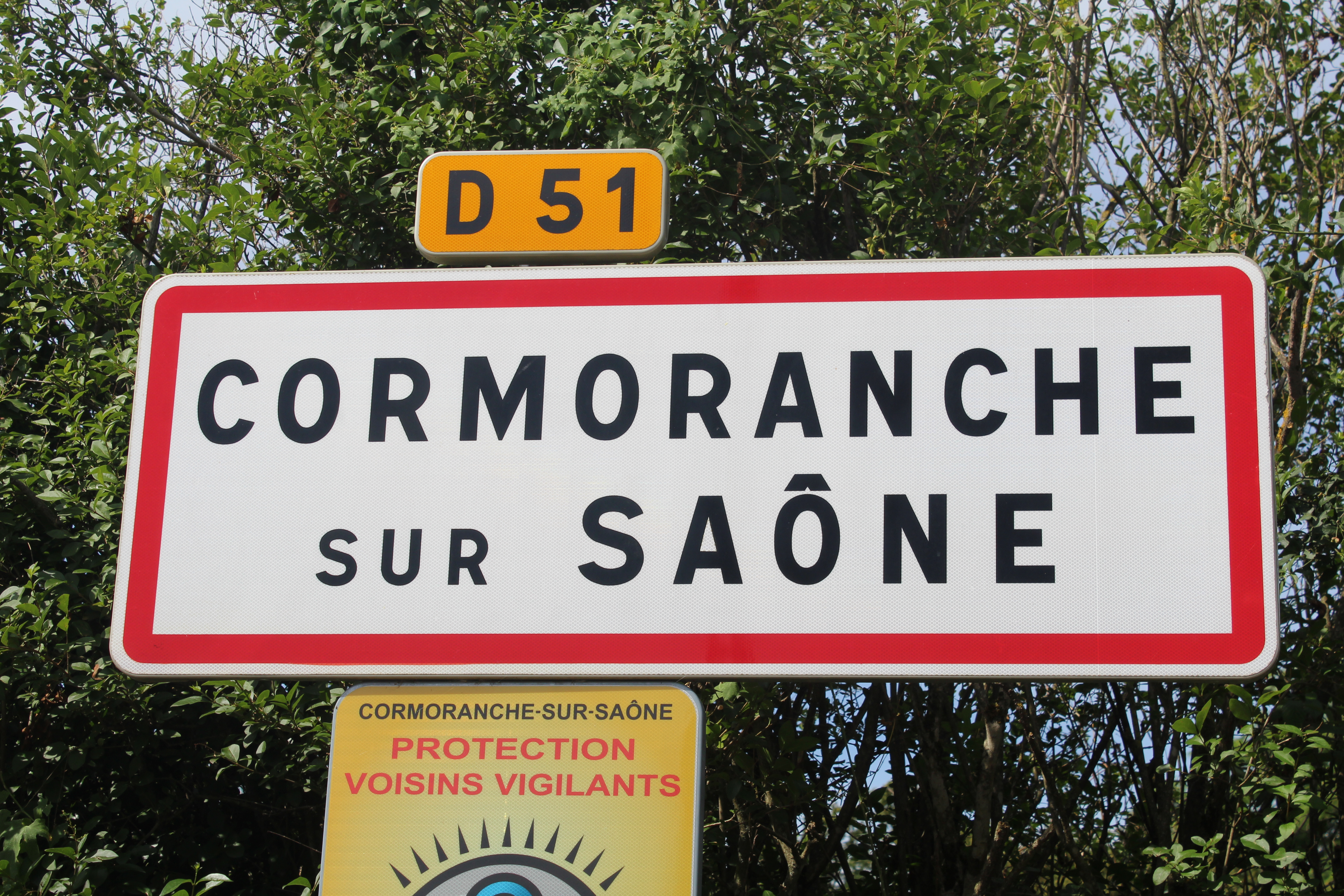
Panneau d'entrée du village.

### Attestations anciennes
La première trace du village date de la fin du Xe siècle, dans le cartulaire de Saint-Vincent de Mâcon, sous le nom de Cormolingias. La même source donne Cormarenchia au début du XIe siècle et Cormerenchia à la fin du siècle. En 1173, Cormarenc est cité alors que la commune est nommée en 1279 sous le nom de Cormarenchi. À la fin de ce siècle, on trouve des références à Cormarenchia. Dès 1548, un pancarte des droits de cire fait référence à Cormarenchy. Dans un de ses ouvrages sur la Bresse, Guichenon nous apprend qu'au milieu du XVIe siècle, le village était nommé Cormarenche. Un siècle plus tard, Cormoranches est le nom pour se référer au village bressan vers 1656 selon les visites pastorales, on trouve aussi la variante Cormaranches en 1670 dans l'enquête Bouchu.
Enfin, en 1757, Cormaranches devient Cormaranche avant de devenir Cormoranche à la fin du siècle. Elle prend temporairement le nom de Cormoranche-Bey à la suite de l'absorption de Bey qui sera rétabli en 1817. En 1908, le complément -en-Saône est ajouté au nom de la commune afin de faire le lien entre le village et la rivière. Ce complément fut aussi ajouté afin d'éviter la confusion avec le village de Cormaranche-en-Bugey, commune localisée dans l'Ain.

### Origine du nom
Cormoranche vient de Curtis Molingas. Curti vient du latin cohors, cohortis, qui signifie enclos, cours d´une ferme, basse-cour. Au Moyen Âge, il désignait un ensemble d'exploitations regroupées géographiquement et souvent placée sous l'autorité d'un seigneur.

## Histoire

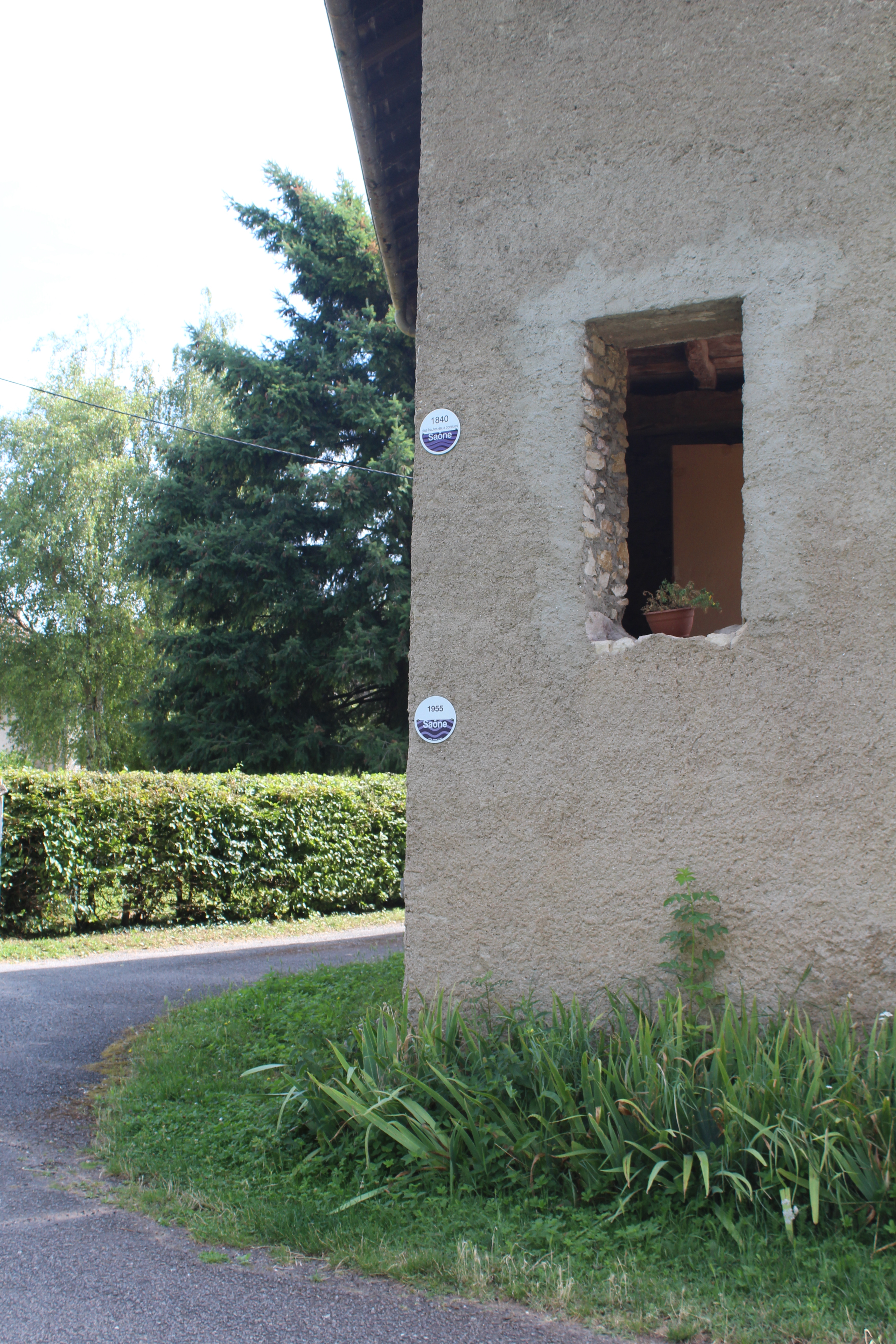
Niveau des crues de la Saône à Arciat. L'indication du haut est celle de la crue de 1840, celle du bas est celle de 1955.

Dès l'époque gallo-romaine, l'habitat gagne un peu sur la forêt qu'on commence à défricher et apparaissent ainsi des villae ; le sous-sol a livré des vestiges de cette époque : poteries, tuiles, bijoux, pièces de monnaie. La région est alors parcourue par des voies de communication non négligeables ; la voie romaine longeant la rive gauche de la Saône se divise en deux branches à hauteur de Bey : l'une file sur Cormoranche et Grièges, franchit les deux bras de la Veyle à Villeneuve pour gagner ensuite Feillens ; l'autre, plus à l'est rejoint Lagnat, Pont de Veyle et se poursuit sur Bâgé-le-Châtel par le vieux chemin parallèle à la D. 28 en limite de Saint-Jean-sur-Veyle.
En 1601, après la fin de la guerre franco-savoyarde qui se termine par le traité de Lyon, Cormoranche appartient à la France avec l'acquisition par celle-ci de la Bresse, du Bugey, du Valromey et du pays de Gex. Elle est par la suite intégrée à la province bourguignonne.
Entre 1790 et 1795, Cormoranche était une municipalité du canton de Pont-de-Veyle, et dépendait du district de Châtillon-les-Dombes. En 1796, la commune fusionne avec celle de Bey et prend le nom de Cormoranche-Bey, les deux communes sont rétablies en 1817.
La Saône fait souvent l'objet de crues qui inondent régulièrement les prairies du val de Saône. Deux d'entre elles furent particulièrement marquantes. La plus importante date de 1840 où les eaux ont atteint près de deux mètres et demi de hauteur au hameau d'Arciat. Une autre date de 1955 où les eaux ont atteint un peu moins de deux mètres au même endroit.

### Hameaux

#### Arciat
Le port d'Arciat est mentionné dans une charte d'environ l'an 1080 : quoddam portum qui dicitur Arciacus.

## Politique et administration

### Maires de la commune
| Période                                  | Période  | Identité                | Étiquette | Qualité               |
| ---------------------------------------- | -------- | ----------------------- | --------- | --------------------- |
| 1995                                     | 2001     | Jean-Paul de Saint-Jean |           |                       |
| 2001                                     | 2008     | Georges Gallay          | PS        |                       |
| 2008                                     | 2020     | Yves-Augustin Chappelon | LR        | Cadre - Réélu en 2014 |
| 2020                                     | En cours | Jacques Pallot          |           |                       |
| Les données manquantes sont à compléter. |          |                         |           |                       |

### Tendances politiques et résultats
| Scrutin             | Scrutin             | 1er tour | 1er tour | 1er tour | 1er tour | 1er tour  | 1er tour | 1er tour | 1er tour   | 1er tour | 1er tour | 1er tour    | 1er tour | 2d tour | 2d tour | 2d tour | 2d tour | 2d tour | 2d tour |
| Scrutin             | Scrutin             | 1er      | 1er      | %        | 2e       | 2e        | %        | 3e       | 3e         | %        | 4e       | 4e          | %        | 1er     | 1er     | %       | 2e      | 2e      | %       |
| ------------------- | ------------------- | -------- | -------- | -------- | -------- | --------- | -------- | -------- | ---------- | -------- | -------- | ----------- | -------- | ------- | ------- | ------- | ------- | ------- | ------- |
| Présidentielle 2017 | Présidentielle 2017 |          | FN       | 25,82    |          | LR        | 22,26    |          | EM         | 22,11    |          | LFI         | 15,28    |         | EM      | 63,13   |         | FN      | 36,87   |
| Présidentielle 2022 | Présidentielle 2022 |          | LREM     | 31,48    |          | RN        | 31,34    |          | LFI        | 12,12    |          | REC         | 6,41     |         | LREM    | 54,68   |         | RN      | 45,32   |
| Législatives 2022   | 4e                  |          | RN       | 24,89    |          | LR        | 17,75    |          | LREM (ENS) | 17,53    |          | LFI (NUPES) | 16,02    |         | RN      | 60,27   |         | LFI     | 39,73   |
| Législatives 2024   | 4e                  |          | RN       | 44,22    |          | HOR (ENS) | 25,12    |          | EELV (NFP) | 16,80    |          | LR          | 12,63    |         | HOR     | 51,88   |         | RN      | 48,13   |

### Jumelage
| \| Localisation des villes jumelées avec Cormoranche-sur-Saône. Straubenhardt Cormoranche-sur-Saône \| Localisation des communes jumelées. |
| Straubenhardt Cormoranche-sur-Saône |

La communauté de communes de la Veyle dont Cormoranche fait partie est jumelée avec la commune allemande de Straubenhardt, située dans le Bade-Wurtemberg, à la porte nord de la Forêt-Noire entre Karlsruhe et Pforzheim. Après quelques échanges entre associations en 1999, le jumelage entre Straubenhardt et le canton de Pont-de-Veyle a été concrétisé par la signature de la charte lors de la grande fête organisée au château de Pont-de-Veyle en 2000.

## Population et société

### Démographie
L'évolution du nombre d'habitants est connue à travers les recensements de la population effectués dans la commune depuis 1793. Pour les communes de moins de 10 000 habitants, une enquête de recensement portant sur toute la population est réalisée tous les cinq ans, les populations de référence des années intermédiaires étant quant à elles estimées par interpolation ou extrapolation. Pour la commune, le premier recensement exhaustif entrant dans le cadre du nouveau dispositif a été réalisé en 2006.

En 2022, la commune comptait 1 165 habitants, en évolution de +4,2 % par rapport à 2016 (Ain : +5,15 %, France hors Mayotte : +2,11 %).
| 1793 | 1800  | 1806  | 1821 | 1831 | 1836 | 1841 | 1846 | 1851 |
| ---- | ----- | ----- | ---- | ---- | ---- | ---- | ---- | ---- |
| 749  | 1 086 | 1 077 | 915  | 975  | 996  | 926  | 912  | 926  |

| 1856 | 1861 | 1866 | 1872 | 1876 | 1881 | 1886 | 1891 | 1896 |
| ---- | ---- | ---- | ---- | ---- | ---- | ---- | ---- | ---- |
| 902  | 893  | 863  | 807  | 778  | 746  | 721  | 728  | 730  |

| 1901 | 1906 | 1911 | 1921 | 1926 | 1931 | 1936 | 1946 | 1954 |
| ---- | ---- | ---- | ---- | ---- | ---- | ---- | ---- | ---- |
| 744  | 752  | 791  | 730  | 706  | 653  | 636  | 637  | 683  |

| 1962 | 1968 | 1975 | 1982 | 1990 | 1999 | 2006  | 2011  | 2016  |
| ---- | ---- | ---- | ---- | ---- | ---- | ----- | ----- | ----- |
| 670  | 668  | 752  | 831  | 780  | 904  | 1 009 | 1 064 | 1 118 |

| 2021  | 2022  | - | - | - | - | - | - | - |
| ----- | ----- | - | - | - | - | - | - | - |
| 1 162 | 1 165 | - | - | - | - | - | - | - |

### Enseignement
La commune possède une école publique de la petite section jusqu'au CM2 qui accueille aussi les élèves de Bey.
Avant la rentrée 2016, les élèves de cette école passant en 6e étaient dirigés au collège George-Sand de Pont-de-Veyle dont le lycée de secteur est le lycée Lamartine, situé à Mâcon dans la région bourguignonne. À la suite de la construction d'un nouveau collège à Montceaux, le collège de secteur est désormais le collège Bel-Air situé à Thoissey dont le lycée de secteur est le lycée Aiguerande localisé à Belleville-sur-Saône.

### Sports

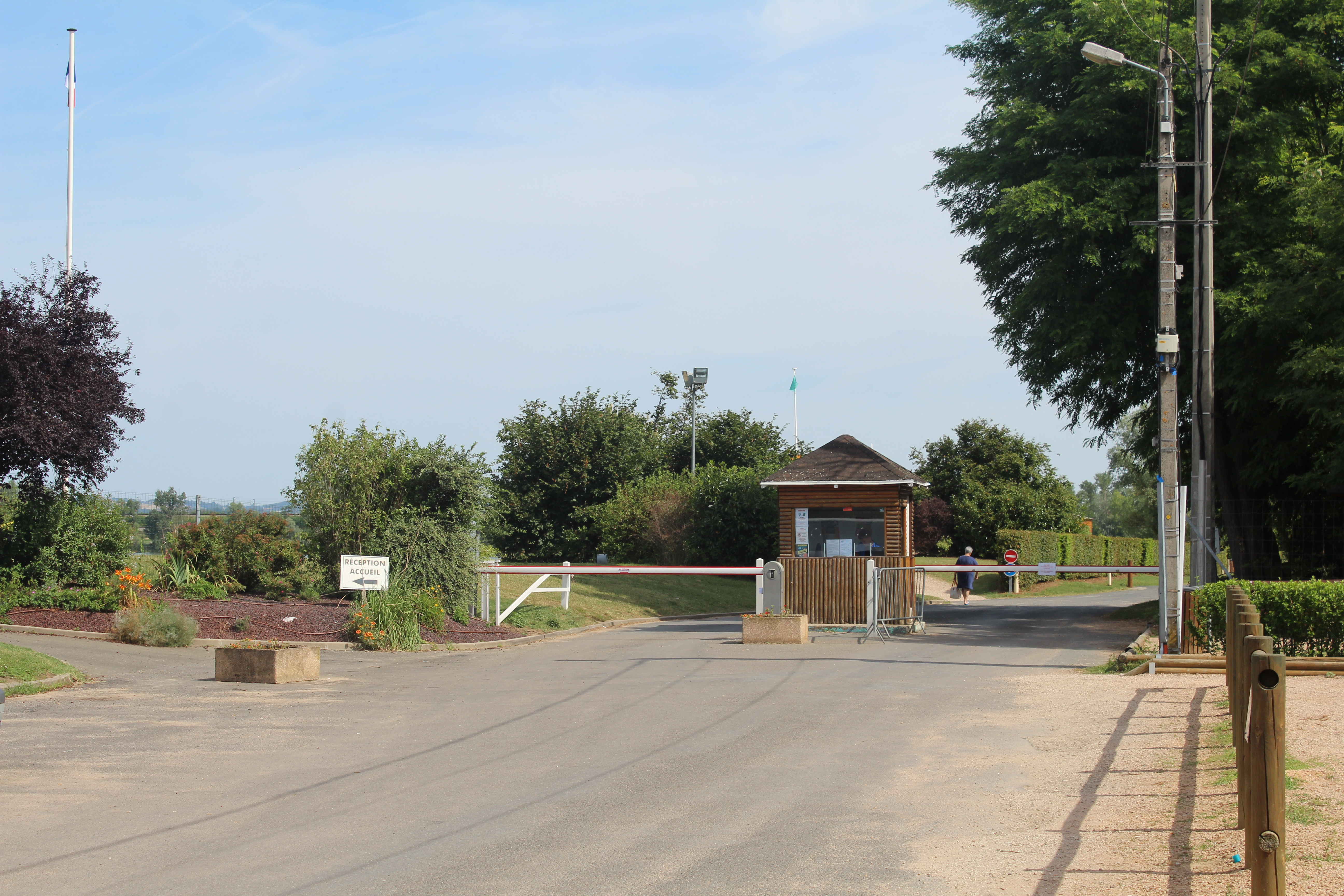
Entrée de la base de loisirs.

#### Infrastructures
Deux stades de football dont un réservé aux plus jeunes accueillent les rencontres de l'ES Cormoranche qui possèdent des équipes de U7, U9, U11, U13 et de seniors. Pour les jeunes du niveau U15 à U19, ils évoluent au FC Veyle Saône, anciennement JS Canton de Pont-de-Veyle.
Le lac de Cormoranche est un lieu privilégié pour les baigneurs en été ainsi que pour les pratiquants de sports nautiques. Pendant toute l'année, le lieu est prisé des promeneurs et des cyclistes. Il fut créé durant les années 1980 à la suite des travaux de la ligne TGV qui nécessitaient l'extraction de terre.

#### Événéments
Le 8 juin 2023, la commune a été le point de départ de la 5e étape du Critérium du Dauphiné 2023 qui avait Salins-les-Bains comme destination finale.

### Médias
- Le journal Le Progrès propose une édition locale aux communes de l'Ain. Il paraît du lundi au dimanche et traite des faits divers, des évènements sportifs et culturels au niveau local, national, et international.
- Le Journal de Saône-et-Loire est un quotidien proposant les actualités de Saône-et-Loire ainsi que celle de la rive gauche de la Saône.
- Le journal Voix de l'Ain est un hebdomadaire publié les vendredis qui propose des informations locales pour les différentes régions du département de l'Ain.
- La chaîne France 3 Rhône Alpes Auvergne est disponible dans la région.

### Numérique
Depuis 2012, la commune dispose du très haut débit avec la fibre optique grâce au réseau public de fibre optique LIAin régi par le syndicat intercommunal d'énergie et de e-communication de l'Ain.

## Culture et patrimoine

### Lieux et monuments
- L'église romane Saint-Didier[31] date du XIe siècle et a une voûte en cul-de-four.
- Le château de Montportail fut construit au XVIIe siècle sous la direction du chambellan du roi de Sardaigne. Il servait de relais de chasse entre Paris et la Sardaigne et comportait une chapelle Sainte-Catherine. Détruit vers 1930, il ne reste que deux vestiges, un bâtiment carré appelé Belvédère et le portail d'entrée.
- Face à l'église, on trouve une fontaine où jaillit un jet d'eau au centre.
- La maison Rozier, sur la place de l'Église, est un ancien prieuré du XIIe siècle.
- Motte dite « poype d'Amoret » citée en 1272[32].
- Le pont d'Arciat : le 11 septembre 2010, le nouveau pont d'Arciat entre Crêches-sur-Saône et Cormoranche-sur-Saône est inauguré. Ce pont d'une longueur de 263 m est construit en béton-acier.
- Au cimetière, un monument honore les soldats de la commune tombés au combat.
- Sur la place du foyer rural, on trouve un monument en l'honneur des hommes qui se sont voués à la France durant les grands conflits du XXe siècle.

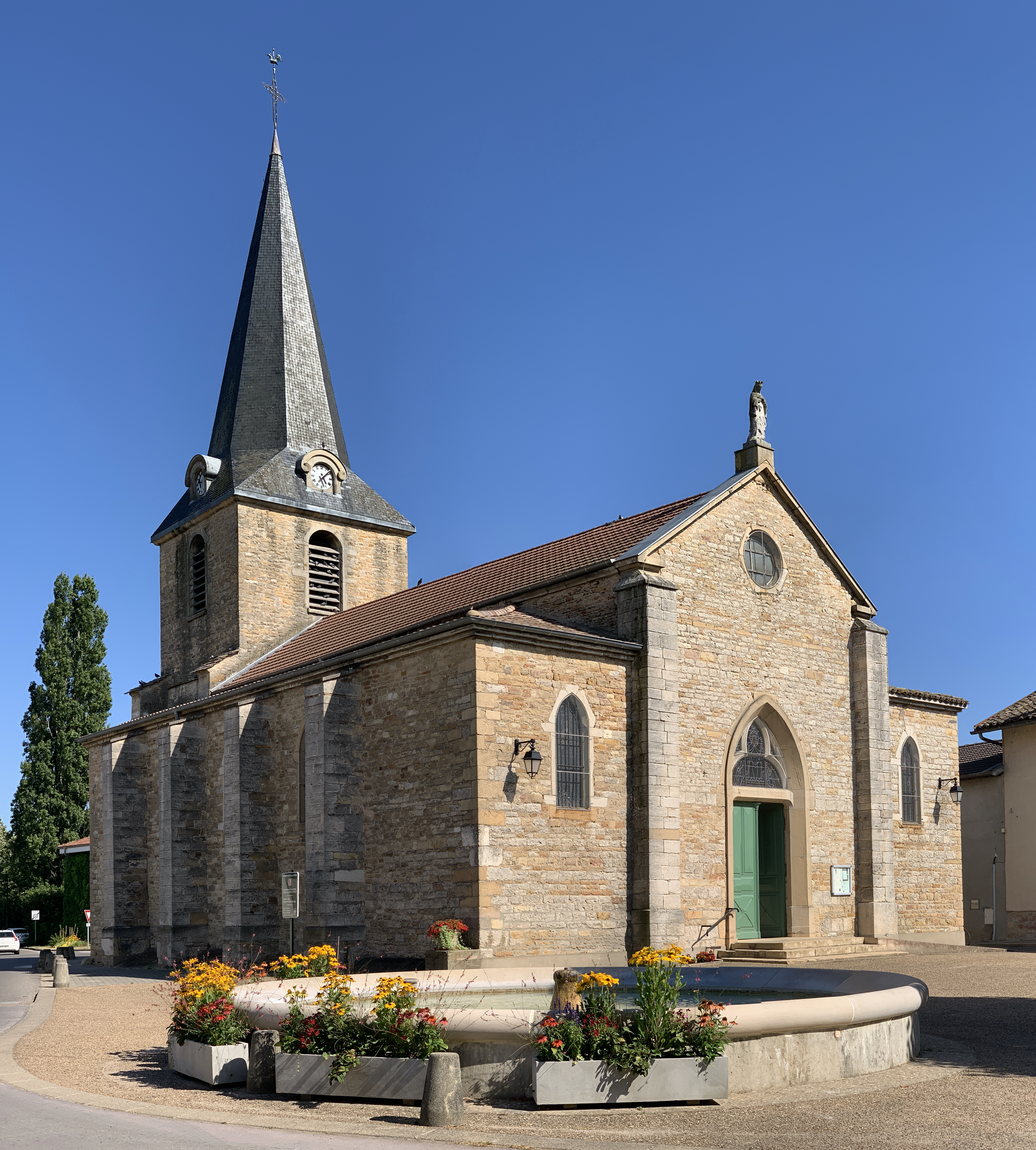
Église romane.
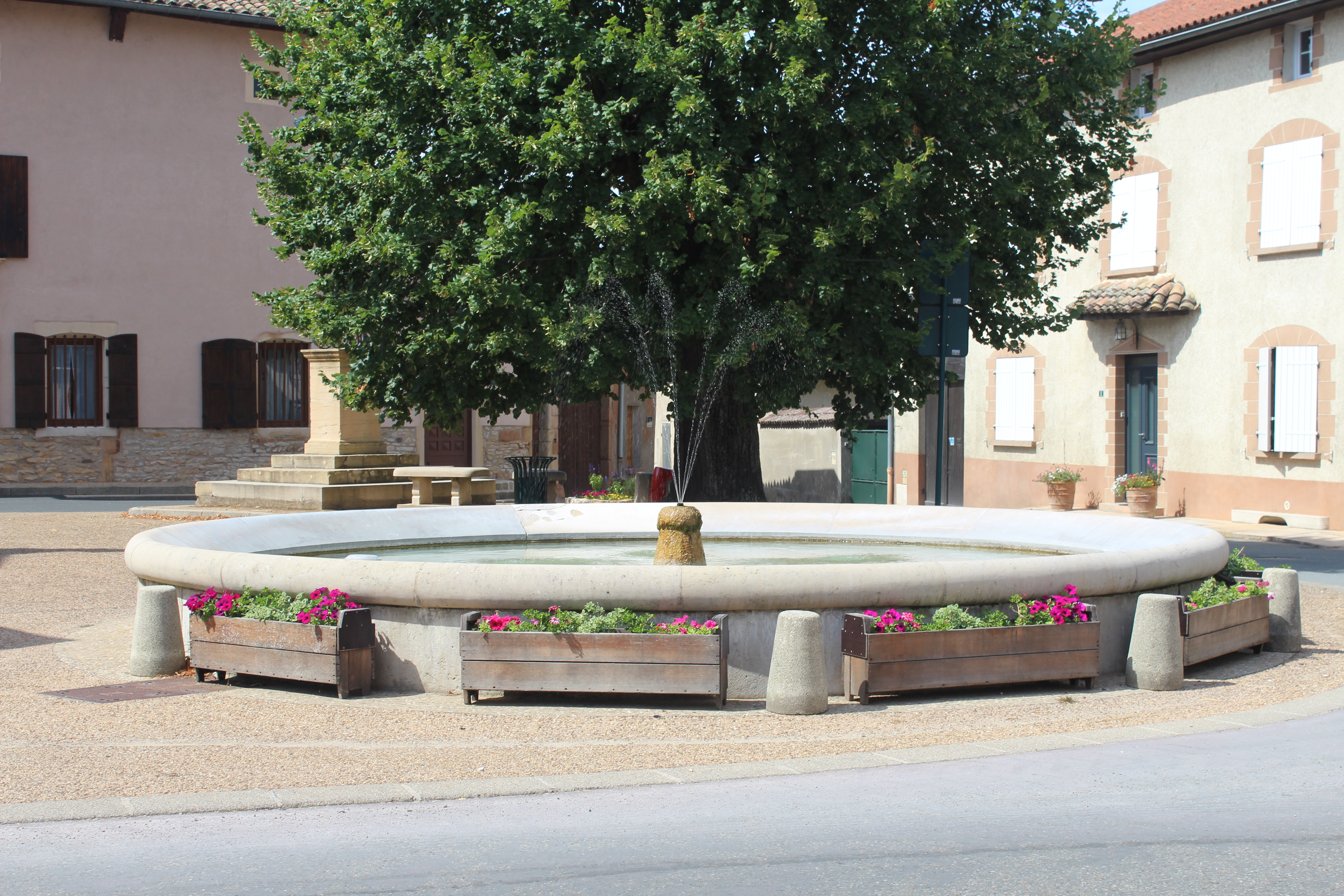
Jet d'eau près de l'église.
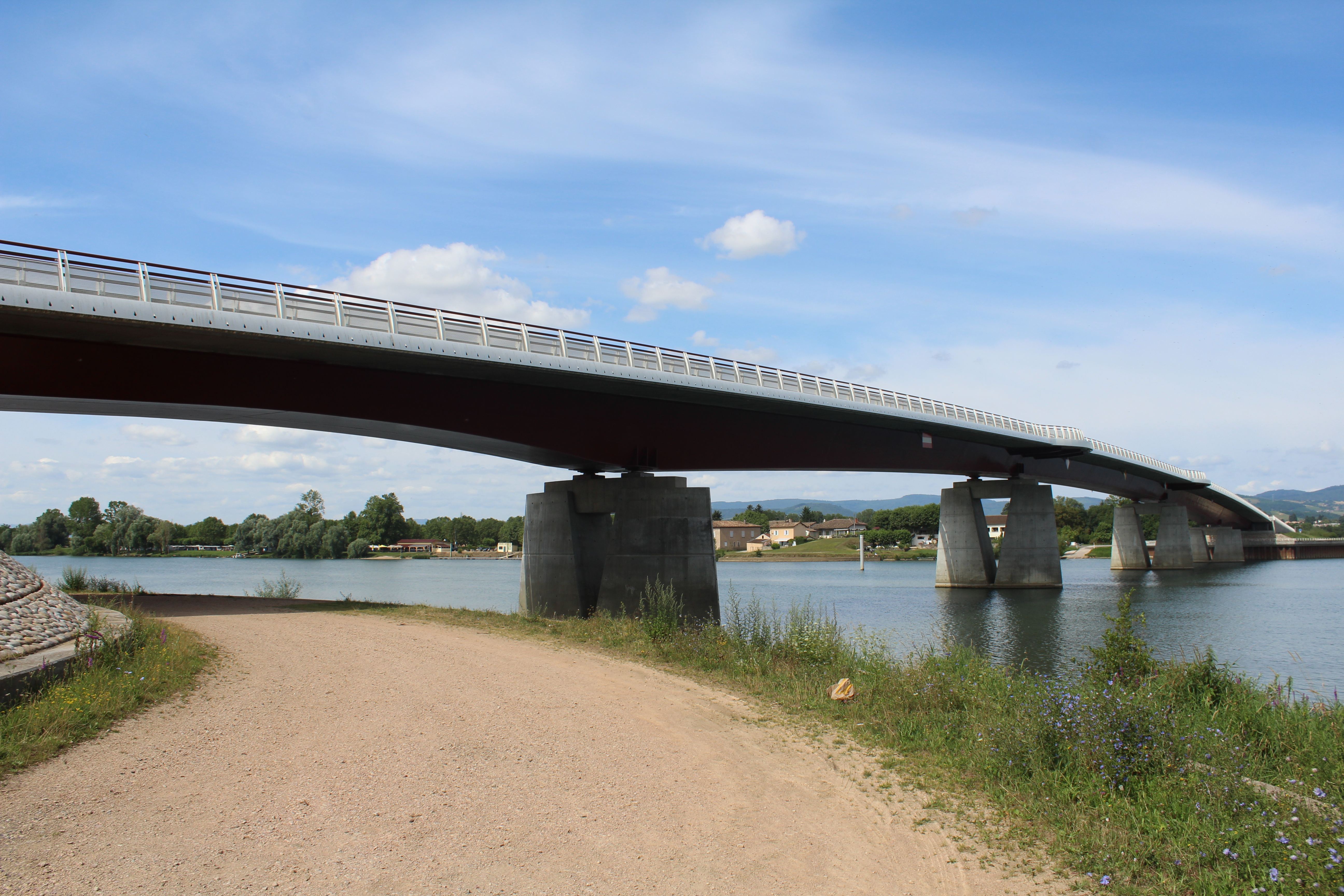
Nouveau pont d'Arciat.
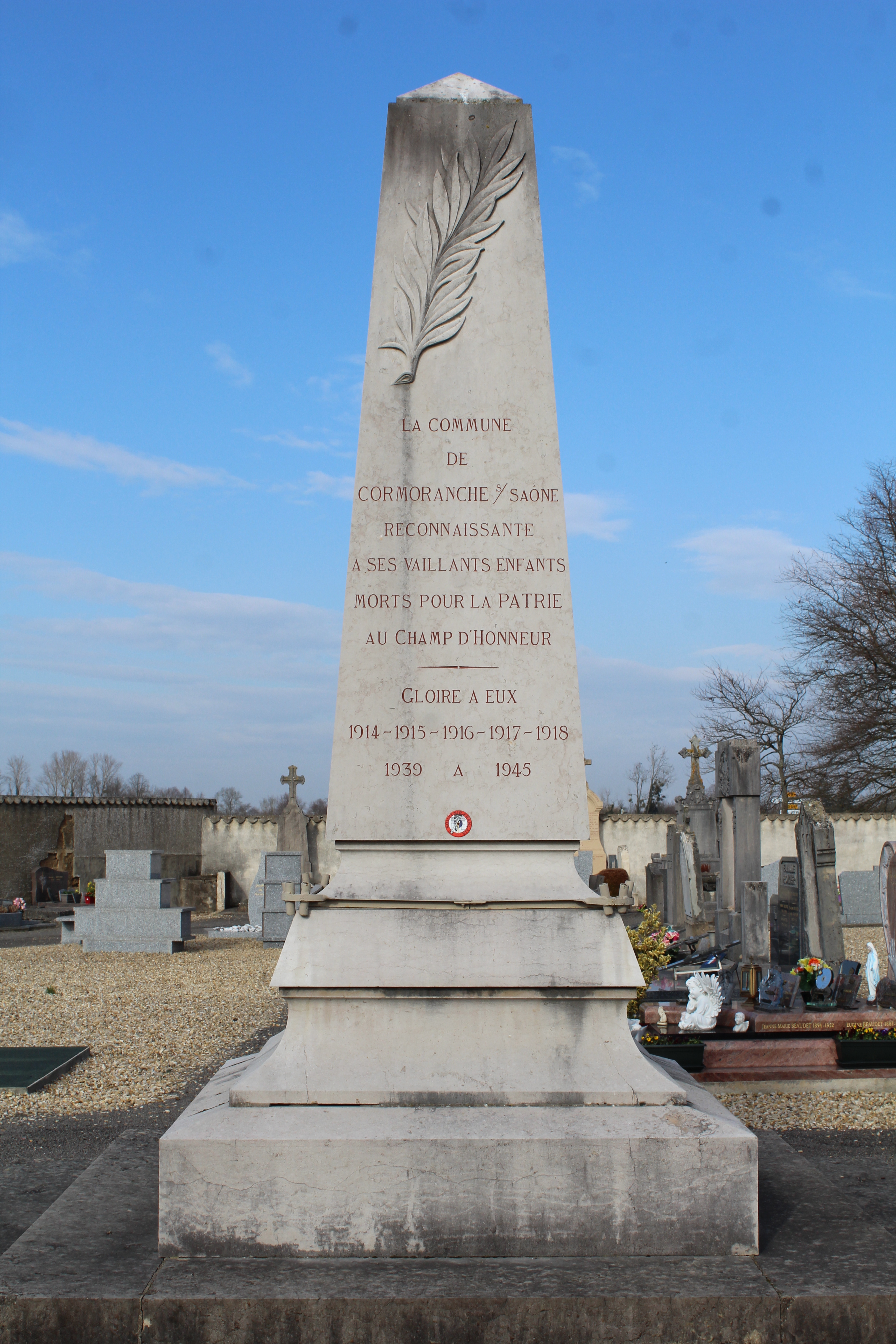
Monument aux morts
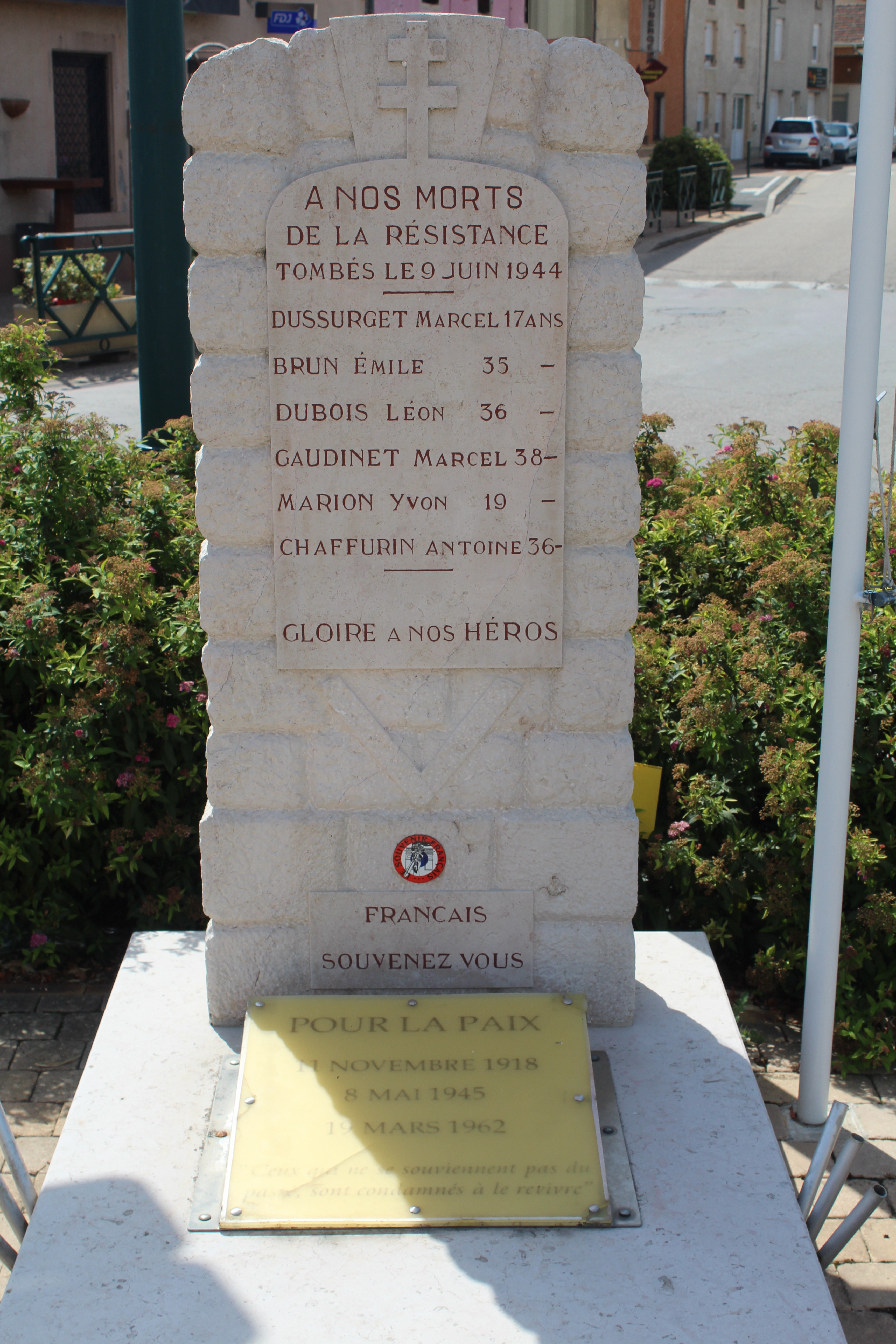
Mémorial des Résistants.
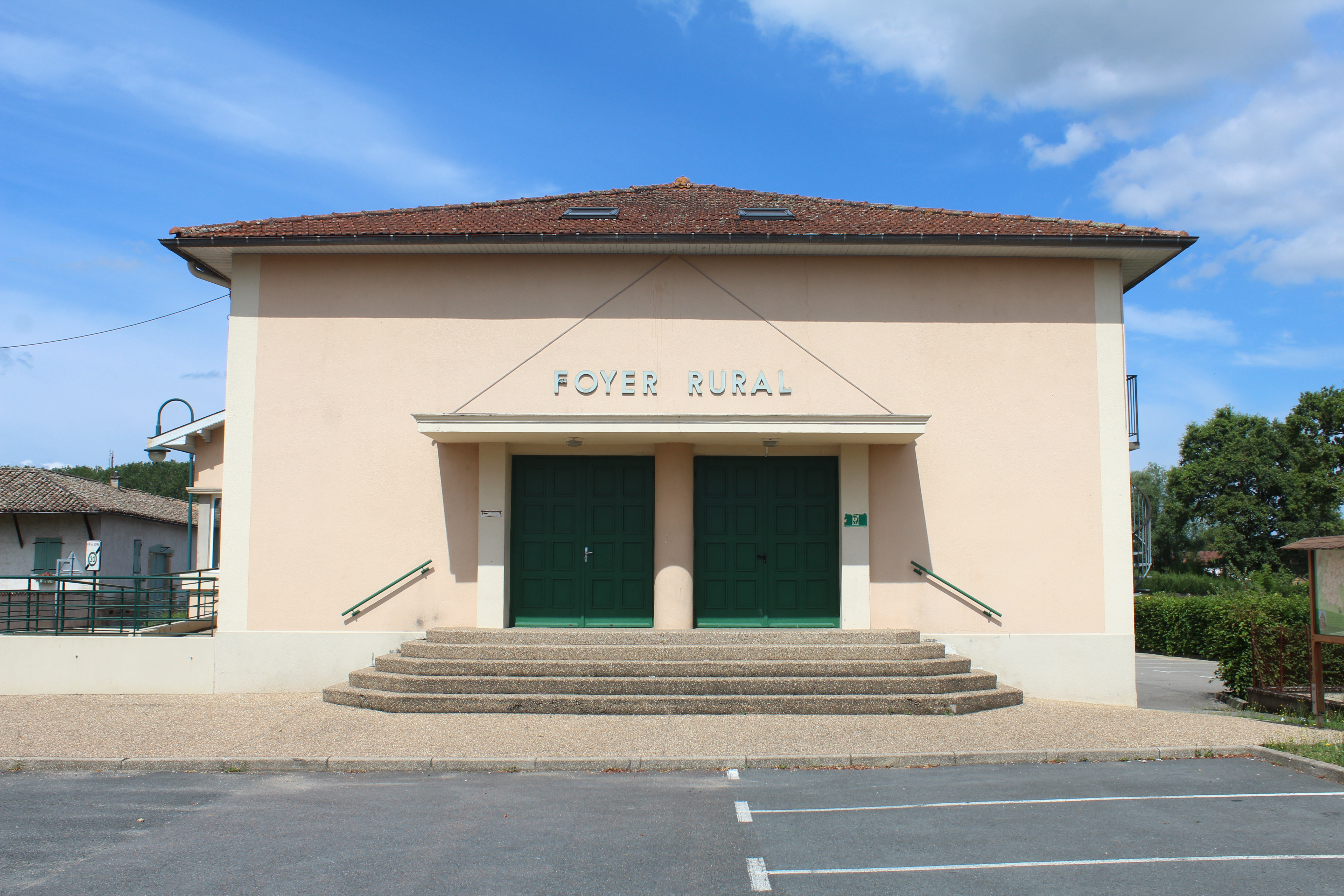
Foyer rural.
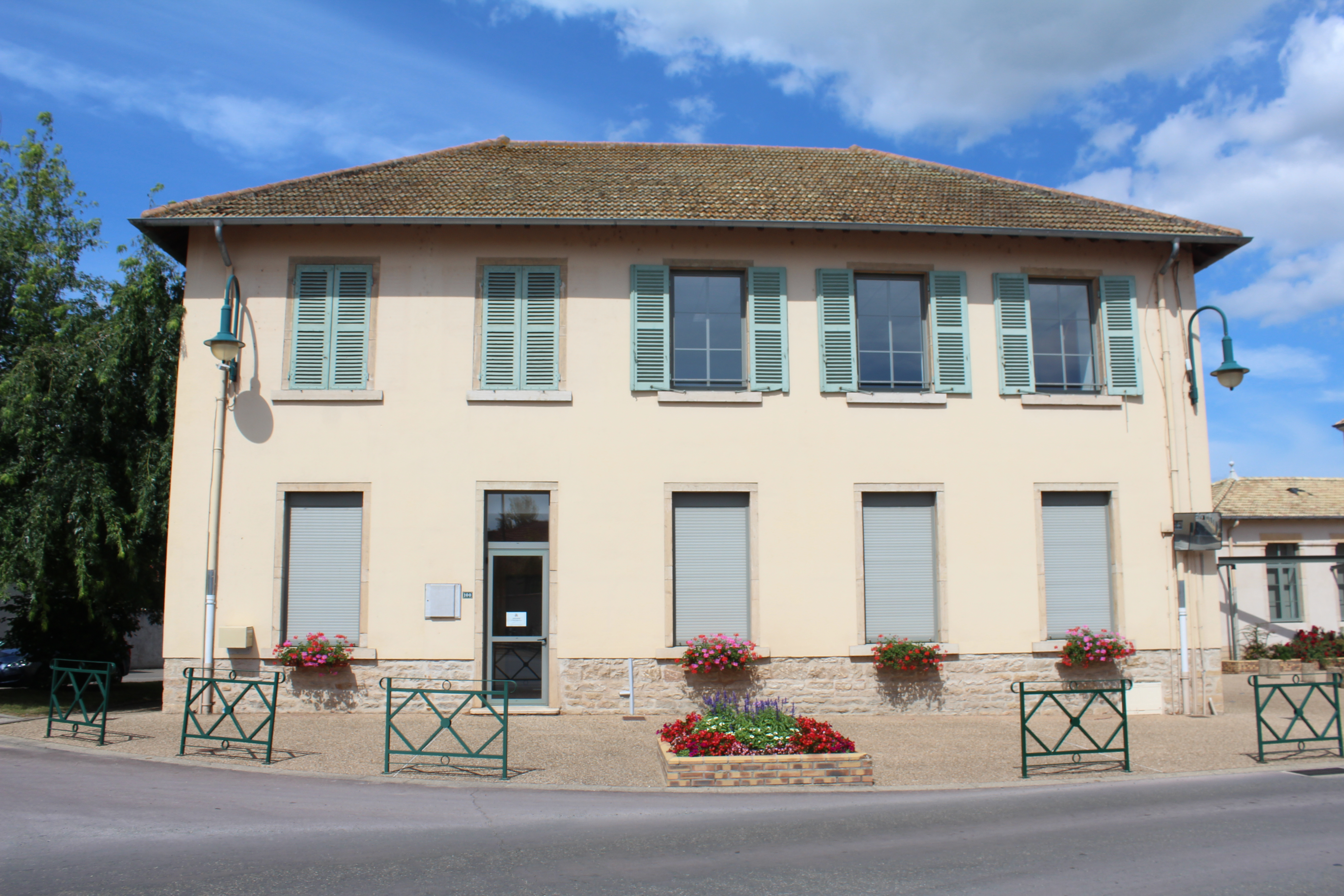
Bibliothèque.

### Zones naturelles protégées

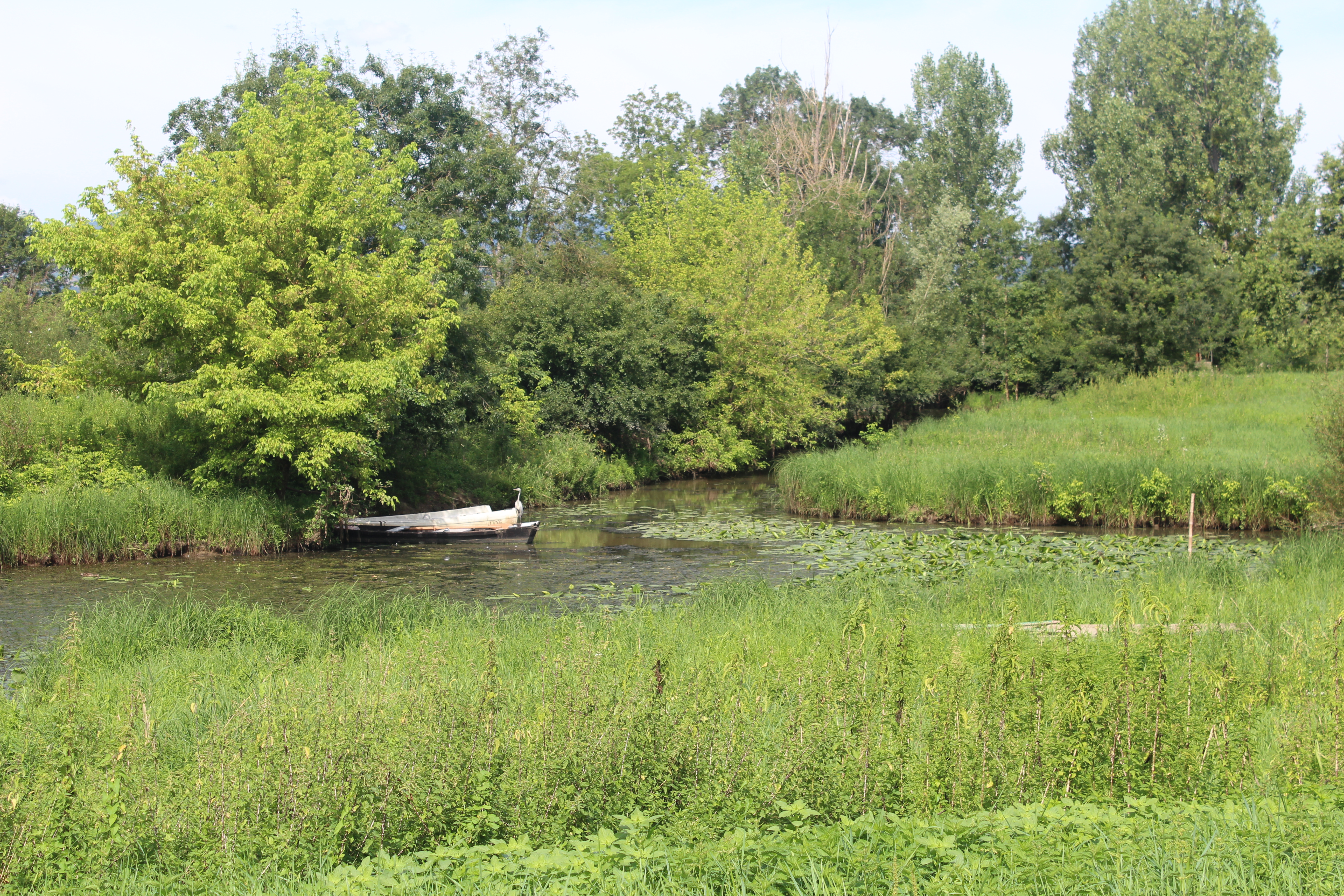
Les prairies au hameau d'Arciat.

Les prairies inondables du val de Saône sont classées zone protégée depuis 1994.

### Gastronomie
Les spécialités culinaires sont celles de la région bressane, c'est-à-dire la volaille de Bresse, les gaudes, la galette bressane, les gaufres bressanes, la fondue bressane.
La commune se situe dans l'aire géographique de l'AOC Volailles de Bresse.
La commune viticole de Cormoranche-sur-Saône a l'autorisation de produire le vin IGP Coteaux de l'Ain (sous les trois couleurs, rouge, blanc et rosé).

### Héraldique
| Blason de Cormoranche-sur-Saône | Blason  | De gueules à la bande ondée d’argent chargé d’une bande ondée d’azur, accompagnée en chef d’un lion d’hermine et en pointe d’une volute de crosse d’or. |
| Blason de Cormoranche-sur-Saône | Détails | Le statut officiel du blason reste à déterminer. |